# マイヤーリング
『マイヤーリング』（Mayerling）は、1957年のアメリカ合衆国のテレビ映画。主演は当時夫婦だったオードリー・ヘプバーンとメル・ファーラー。
1957年2月4日に米NBCのテレビ番組『プロデューサーズ・ショーケース』の1本として1度だけ全米で生放送された。その後、長く「幻の作品」とされていたが、ブラウン管に映し出される生放送の映像を（フィルムの）映画に記録するという、当時の録画技術の機械（キネコ）で保存されたモノクロ映像（放送時はカラー）をデジタル技術によって復元した白黒映画が、2014年1月4日から日本で劇場公開された。
1889年に起きたオーストリア＝ハンガリー帝国の皇太子ルドルフと男爵令嬢マリー・ヴェッツェラの心中事件（マイヤーリンク事件）を題材にしたクロード・アネの小説『うたかたの恋』（1930年）を原作としている。アナトール・リトヴァク監督にとって同原作の映像化は1936年の『うたかたの恋』以来2度目となる。

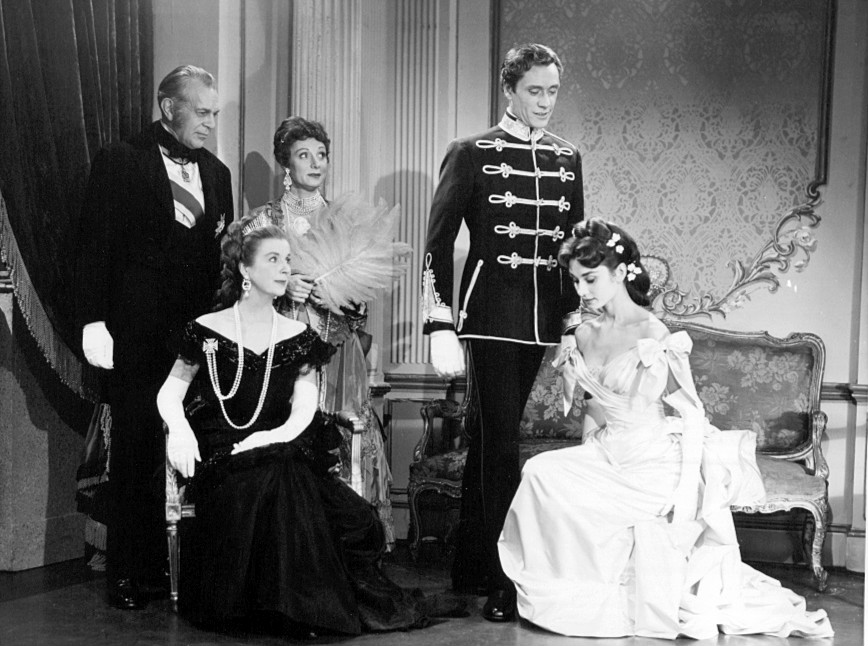
左からレイモンド・マッセイ、ダイアナ・ウィンヤード（着席）、ジュディス・イヴリン、メル・ファーラー、オードリー・ヘプバーン

## ストーリー
オーストリア＝ハンガリー帝国は皇帝フランツ・ヨーゼフ1世の統治下、大国として繁栄を誇っていた。その息子のルドルフ皇太子は、父が決めた政略結婚への不満から何人もの女性と浮き名を流していたが、ある日、17歳の清楚な令嬢マリーと運命の恋に落ちる。2人は人目を忍んで密会を続けるが、妻子ある皇太子と厳格な男爵家のマリーの恋は皇帝によって強引に引き裂かれることとなる。
思いつめたルドルフはマリーとともにマイヤーリングの狩猟館で一夜を過ごすと、眠るマリーを射殺し、同じ銃で自ら命を絶つ。

## キャスト
- マリー・ヴェッツェラ: オードリー・ヘプバーン - 男爵家の令嬢。
- ルドルフ: メル・ファーラー - 妻子のある皇太子。
- ターフェ首相: レイモンド・マッセイ - ルドルフと対立。
- 皇后: ダイアナ・ウィンヤード - ルドルフの母。
- 皇帝: ベイジル・シドニー（英語版） - ルドルフの父。
- ラリッシュ伯爵夫人（英語版）: ジュディス・イヴリン（英語版） - ルドルフの従姉。マリーとの仲を取り持つ。
- ヴェッツェラ男爵夫人（ドイツ語版）: イソベル・エルソム - マリーの厳格な母。
- ロシェック: イアン・ウルフ（英語版） - ルドルフの忠実な召使。
- モーリッツ・セップス（英語版）: ジョン・マクガヴァン - ルドルフの親友。新聞社編集長。
- ステファニー皇太子妃: ナンシー・マーチャンド（英語版） - ルドルフの妻。
- ハンナ・ヴェッツェラ: ピッパ・スコット（英語版） - マリーの姉。

## エピソード
- セットは18[6]とも30[7]とも言われ、出演者の合計150人、ライブ放送のためヘプバーンは90分の放送枠の間に11回も衣装を替えるという多忙さだった[6]。
- ヘプバーンの出演料は12万5000ドル（当時の4500万円）[6]。全体の制作費は50万ドルから60万ドルと推定されていた[6][8]。1分間で当時の200万円〜300万円ほど掛かっている[9][10]。
- 『プロデューサーズ・ショーケース』の作品としては、2年前の『ピーターパン』以来の最高の視聴率を取った[11]。
- この作品の原作を書いたクロード・アネは、ヘプバーンが『マイヤーリング』の前に撮影していた『昼下りの情事』でも原作者であった[11]。
- ヘプバーンは1957年は一切仕事をしないと公言したため、この『マイヤーリング』が唯一の仕事となった[12]。